# Kivijärvi (sjö i Lojo, Nyland)
Kivijärvi är en sjö i kommunen Lojo i landskapet Nyland i Finland. Sjön ligger 116,3 meter över havet. Den är 13,15 meter djup. Arean är 87 hektar och strandlinjen är 7,79 kilometer lång. Sjön  ingår i Karisåns huvudavrinningsområde.   Den ligger omkring 70 km nordväst om Helsingfors. 
I sjön finns öarna Kivisaari och Selkäsaari.